# Maccabi Holon Football Club
Maillots
Le Maccabi Holon Football Club (en hébreu : מכבי חולון נשים), plus couramment abrégé en Maccabi Holon, est un club israélien de football féminin fondé en 1999 et basé dans la ville de Holon.
C'est le club le plus titré du pays.

## Palmarès
| Compétitions nationales |
| --- |
| - Championnat d'Israël féminin (6) : - Champion : 2002-03, 2004-05, 2005-06, 2006-07, 2007-08 et 2008-09. - Coupe d'Israël féminine (9) : - Vainqueur : 2002-03, 2003-04, 2004-05, 2005-06, 2006-07, 2007-08, 2008-09, 2009-10 et 2012-13. - Finaliste : 2010-11. |

## Personnalités du club

### Présidents du club
- Efraim Reber

### Entraîneurs du club
- David Bar Kalifa
- Netanela Hajaj